# فهرست مجازات‌های عجیب در ایران
مجازات‌های عجیب در جمهوری اسلامی ایران آن دسته از مجازات‌هایی هستند که به‌طور مشخص در قانون مجازات اسلامی ذکر نشده‌اند، اما بر اساس اختیاراتی که ماده‌های ۲۳ و ۶۴ به قضات جمهوری اسلامی ایران داده، آن‌ها می‌توانند مجازات‌هایی از نوع جایگزین حبس یا تکمیلی را در احکام لحاظ کنند.

## مراجعه اجباری به روان‌شناس
در تیرماه ۱۴۰۲، افسانه بایگان، بازیگر سینمای ایران، به دلیل عدم رعایت حجاب اجباری به دو سال حبس تعزیری و مراجعه هفتگی به روان‌شناس محکوم شد.

## شستن بدن مردگان
دادگاه عمومی در ورامین یک زن را به خاطر عدم رعایت حجاب به «یک ماه شستن میت در غسالخانه شهر تهران» محکوم کرد.
در حکم دیگری برای کشف حجاب یک خانم هنگام رانندگی آمده است، به‌دلیل کشف حجاب هنگام رانندگی باید ۳۱ میلیون ریال به‌جای دوماه حبس تعزیری پرداخت شود، همچنین متهم به یک ماه کار در غسالخانه (شستن میت) محکوم شده است.

## محدودیت در معاشرت
سعید روستایی به دلیل ساخت و پخش فیلم برادران لیلا از سوی دادگاه انقلاب به مجازات‌هایی محکوم شد که یکی از آن‌ها «خودداری از ارتباط و معاشرت با اشخاص فعال در عرصه فیلمسازی در ایام تعلیق» است.

## محرومیت از فعالیت حرفه‌ای
در سال ۱۳۸۹، جعفر پناهی از سوی شعبه ۲۶ دادگاه انقلاب تهران به شش سال زندان، ۲۰ سال محرومیت از ساختن و کارگردانی هر نوع فیلم، ۲۰ سال محرومیت از نوشتن فیلمنامه، ۲۰ سال ممنوعیت از هر نوع مصاحبه با رسانه‌ها و مطبوعات داخلی و خارجی و ۲۰ سال محرومیت خروج از کشور محکوم شد.
در سال ۱۳۸۸، شعبه ۲۶ دادگاه انقلاب تهران، احمد زیدآبادی را به شش سال زندان، پنج سال تبعید به گناباد و محرومیت مادام‌العمر از فعالیت سیاسی محکوم کرد.
الناز محمدی، روزنامه‌نگار در سال ۱۴۰۲ در بخشی از حکم دادگاه انقلاب، به محرومیت از فعالیت حرفه‌ای مرتبط با اتهام اجتماع و تبانی محکوم شد.
یک وکیل به اتهام عدم رعایت حجاب اجباری به مجازات‌هایی، از جمله محرومیت دو ساله از حرفه وکالت محکوم شد.

## فعالیت به‌عنوان نظافتچی و رفتگر
یک پزشک به اتهام عدم رعایت حجاب اجباری به انجام خدمت به عنوان نظافت‌چی محکوم شد.
یلدا معیری، که به دلیل عکاسی از اعتراضات مردمی ۱۴۰۱ در ایران بازداشت شده بود، به حبس و مجازات تکمیلی شامل انجام خدمات پاکبانی محکوم شد.
نرگس محمدی، فعال حقوق بشر و برنده جایزه صلح نوبل در یک پرونده از سوی شعبه ۲۶ دادگاه انقلاب تهران به حبس و چند مجازات تکمیلی محکوم شد که یکی از موارد «پاکسازی مناطق از زباله در مناطق خالی سکنه با هماهنگی شهرداری یکی از شهرستان‌ها تحت نظارت حراست آن مرجع به مدت سه ماه روزی چهار ساعت» است.

## حذف اکانت اینستاگرام
سپیده رشنو در آبان‌ماه ۱۴۰۲ اعلام کرد که دادگاه علاوه بر حبس، او را به مجازات‌هایی چون «امحاء و حذف دائمی صفحه اینستاگرام فعلی» و ممنوعیت از حضور در اینستاگرام به مدت یک‌سال محکوم کرده است.

## نگهداری از الاغ و عدم کاشت کاهو
سال ۱۳۸۸ مردی در استان فارس به عمد یک رأس الاغ را زنده زنده آتش زده و کشته بود حکم دادگاه چنین بود: «محکوم علیه مکلف است به جای تحمل شلاق و به عنوان مجازات جایگزین اولا نسبت به فراگیری ۲۰ حدیث از معصومین با مضامین مهربانی با حیوانات و رفتار شایسته با حیوانات اقدام کند، ثانیاً به مدت یک سال از کاشتن کاهو در مزرعه خود خودداری کند و ثالثاً یک رأس الاغ بلاصاحب را به مدت سه ماه نگهداری و تغذیه وی را به عهده گیرد.»

## عدم ارائه خدمات کنسولی
در پی خیزش ۱۴۰۱ ایران، برخی سفارت‌خانه‌ها و کنسولگری‌های جمهوری اسلامی از ارائه خدمات به گروهی از ایرانیان خارج از کشور خودداری کردند. این افراد از طریق شرکت در تظاهرات یا انتشار مطلب در شبکه‌های اجتماعی، به زعم مقامات جمهوری اسلامی عمل مجرمانه انجام داده‌اند و «ممنوع‌الخدمات» هستند. برخی حقوق‌دانان با استناد به ماده ۵۰ منشور حقوق شهروندی، اعمال این محدودیت را از سوی حکومت غیرقانونی می‌دانند.

## شرکت در نماز جمعه
محمد صفوی، معلم بازنشسته با حکم قضایی مجبور به حضور شش‌ماهه در نماز جمعه‌های شهرستان بوئین‌زهرا شد.

## عیادت از بیماران
مدیر عامل یک کارخانه در همدان به اتهام آلایندگی هوا به عیادت بیماران ریوی به مدت سه سال و مستندسازی همدردی خود با آنها محکوم شد.

## محکومیت آزارگر جنسی به مراقبت از معلولان
در زمستان ۱۴۰۳ یک دادگاه حکم داد راننده‌ای که در یک پرونده قضایی به آزار جنسی زنی جوان متهم بوده، به عنوان مجازات تکمیلی به مدت پنج ماه در یک مرکز نگهداری از معلولان کار کند.